# Miletus miskini
Miletus miskini är en fjärilsart som beskrevs av Waterhouse 1903. Miletus miskini ingår i släktet Miletus och familjen juvelvingar. Inga underarter finns listade i Catalogue of Life.